# Maciej Alancewicz
Maciej Alancewicz (ur. 7 grudnia 1982 w Olsztynie) – polski siatkarz grający na pozycji przyjmującego.

## Kariera
Karierę zaczynał w AZS Olsztyn, którego jest wychowankiem. Pierwsze sukcesy osiągał już w juniorach zdobywając brązowy medal Mistrzostw Polski juniorów w Bydgoszczy.
W latach 2004–2006 był zawodnikiem AZS Olsztyn, a w sezonie 2006/2007 – Pronaru OSiR Hajnówka. W Sezonie 2008/2010 był zawodnikiem VC Euphony Asse-Lennik (liga belgijska). W 2010 roku podpisał kontrakt z KS Camper Wyszków. Zajmuje się też szkoleniem dzieci i młodzieży. W klubie z Wyszkowa pełnił funkcję asystenta trenera Piotra Szulca. W 2012 roku przeniósł się do Huraganu Wołomin, gdzie pełni funkcję trenera pierwszej drużyny.

## Sukcesy
- Wicemistrz Polski (2005)
- 3. miejsce mistrzostw Polski (2006)
- 3. miejsce mistrzostw Belgii (2009)
- 3. miejsce mistrzostw Belgii (2010)
- mistrz Polski uniwersytetów (2004)
- akademicki wicemistrz Polski